# Saint-Vincent-de-Cosse
Saint-Vincent-de-Cosse ist eine französische Gemeinde mit 384 Einwohnern (Stand: 1. Januar 2022) im Département Dordogne in der Region Nouvelle-Aquitaine. Sie gehört zum Arrondissement Sarlat-la-Canéda und zum Kanton Sarlat-la-Canéda.

## Geographie
Saint-Vincent-de-Cosse liegt in der Landschaft Périgord am Nordufer des Flusses Dordogne. Nachbargemeinden sind Beynac-et-Cazenac im Osten, Castelnaud-la-Chapelle im Südosten, Allas-les-Mines im Südwesten und Bézenac im Westen.

## Bevölkerungsentwicklung

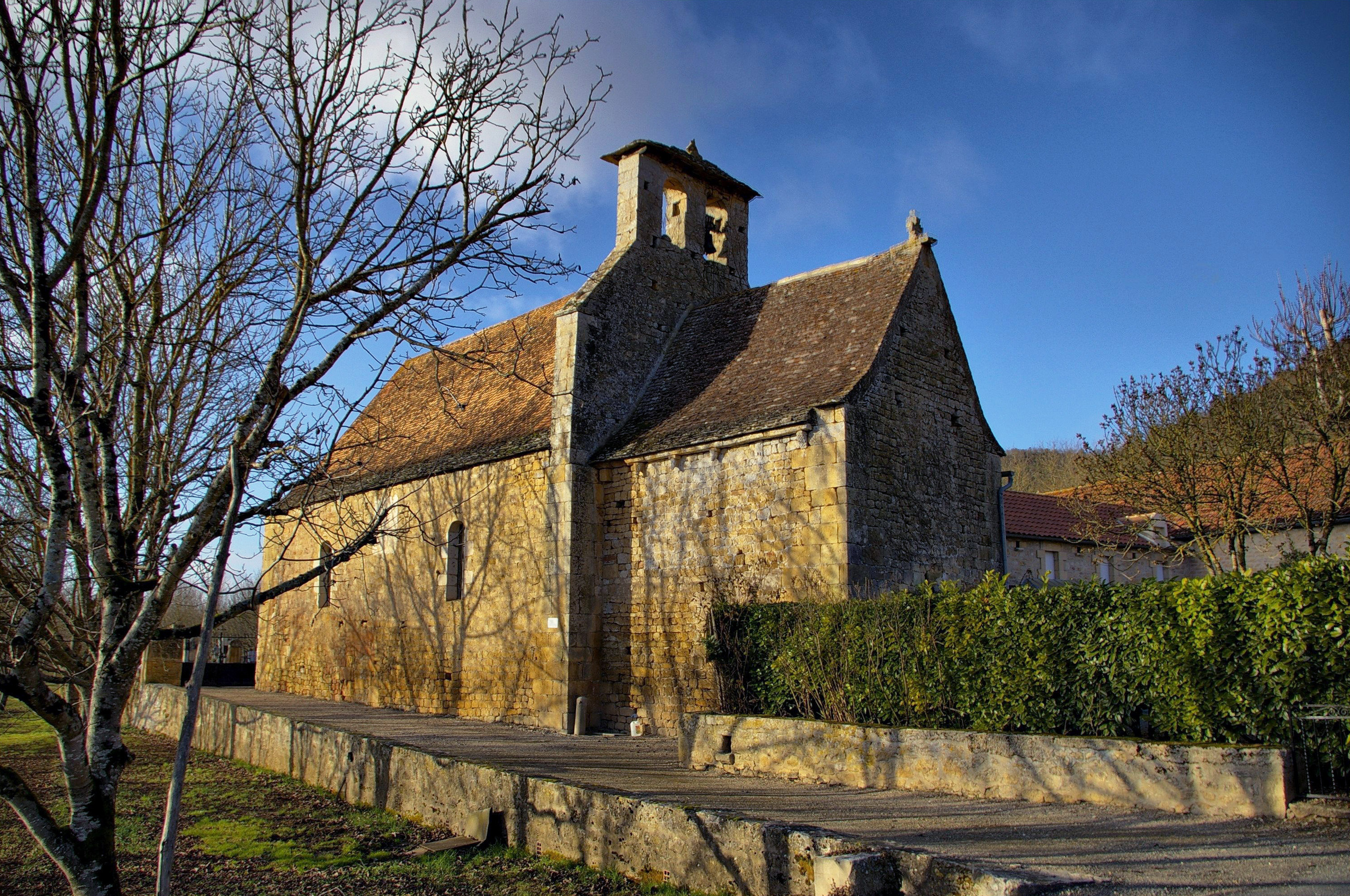
Kirche Saint-Vincent

| Jahr                       | 1962 | 1968 | 1975 | 1982 | 1990 | 1999 | 2006 | 2017 |
| Einwohner                  | 360  | 319  | 278  | 314  | 302  | 351  | 371  | 364  |
| Quellen: Cassini und INSEE |      |      |      |      |      |      |      |      |